# Etrotroka Sud
Etrotroka Sud is een plaats en commune in het zuiden van Madagaskar, behorend tot het district Farafangana, dat gelegen is in de regio Atsimo-Atsinanana. Tijdens een volkstelling in 2001 telde de plaats 16.964 inwoners.
De plaats biedt naast lager onderwijs ook middelbaar onderwijs aan. 90 % van de bevolking werkt als landbouwer en 2 % verdient zijn brood als veehouder. De belangrijkste landbouwproducten zijn rijst en koffie; andere belangrijke producten zijn casave en peper. Verder is 8 % actief in de dienstensector.